# Onthophagus bernaudi
Onthophagus bernaudi là một loài bọ cánh cứng trong họ Bọ hung (Scarabaeidae).